# 比留間久夫
比留間 久夫（ひるま ひさお、1960年 - ）は、日本の小説家。東京都出身。東京都立福生高等学校卒業。作曲家の佐橋俊彦、紀行作家の稲葉なおととは、立川市立第八小学校、立川市立立川第四中学校の同級生。

## 経歴
- 1989年、「YES・YES・YES」で第26回文藝賞受賞。
- 1990年、『YES・YES・YES』で第3回三島由紀夫賞候補。

## 作品リスト
- YES・YES・YES　河出書房新社、1989　のち文庫
  - 初出:『文藝』1989年文藝賞特別号
- ハッピー・バースデイ　河出書房新社、1990　のち文庫
- ベスト・フレンズ　河出書房新社、1992　のち文庫　
  - 16の夏
  - あまりに淫靡な、あまりに解剖学的な（『文藝』1991年夏号）
  - 踊るチャイコフスキー
  - ロマンティック
- 100%ピュア　幻冬舎、1994　のち文庫
- ウルトラポップ　角川書店、1996
- 不思議な体験　集英社、1997

（サリーちゃんのママとパパがぷかり虚空に現われ、「うん」とうなずく、静電気の国の女、不思議な体験、ワイルド・ライフ、雪女'96、世界中が幸せになれ（『野性時代』1995年4月号）
- 日本  JAPの明るい未来　河出書房新社、1997
  - 初出:『文藝』1997年春号

### 単行本未収録作品
- 童話でも書いてみようかと言ったら、自分の子供に読んで聞かせたいような話を書くのがヒットの秘訣ですよとある童話作家にアドバイスされた。（『文藝』1999年春号）

### 共著
- 僕にはこう聴こえる　思潮社、1992
- ビデオガイドブック 人生は映画で学んだ　河出書房新社、1994